# Protheodes
Protheodes là một chi bướm đêm thuộc họ Noctuidae.